# DIO2
DIO2 (англ. Iodothyronine deiodinase 2) – білок, який кодується однойменним геном, розташованим у людей на короткому плечі 14-ї хромосоми. Довжина поліпептидного ланцюга білка становить 273 амінокислот, а молекулярна маса — 30 552.
| 10         |  | 20         |  | 30         |  | 40         |  | 50         |
| ---------- |  | ---------- |  | ---------- |  | ---------- |  | ---------- |
| MGILSVDLLI |  | TLQILPVFFS |  | NCLFLALYDS |  | VILLKHVVLL |  | LSRSKSTRGE |
| WRRMLTSEGL |  | RCVWKSFLLD |  | AYKQVKLGED |  | APNSSVVHVS |  | STEGGDNSGN |
| GTQEKIAEGA |  | TCHLLDFASP |  | ERPLVVNFGS |  | ATPPFTSQL  |  | PAFRKLVEEF |
| SSVADFLLVY |  | IDEAHPSDGW |  | AIPGDSSLSF |  | EVKKHQNQED |  | RCAAAQQLLE |
| RFSLPPQCRV |  | VADRMDNNAN |  | IAYGVAFERV |  | CIVQRQKIAY |  | LGGKGPFSYN |
| LQEVRHWLEK |  | NFSKRKKTR  |  | LAG        |  |            |  |            |

A: Аланін

C: Цистеїн

D: Аспарагінова кислота

E: Глутамінова кислота

F: Фенілаланін

G: Гліцин

H: Гістидин

I: Ізолейцин

K: Лізин

K: UЛізин

L: Лейцин

M: Метіонін

N: Аспарагін

P: Пролін

P: UПролін

Q: Глутамін

R: Аргінін

S: Серин

T: Треонін

V: Валін

W: Триптофан

Кодований геном білок за функцією належить до оксидоредуктаз. 
Задіяний у такому біологічному процесі, як альтернативний сплайсинг. 
Локалізований у мембрані.